# Chalestra podaresalis
Chalestra podaresalis là một loài bướm đêm trong họ Noctuidae.